# Vachellia macracantha
Vachellia macracantha là một loài thực vật có hoa trong họ Đậu. Loài này được (Humb. & Bonpl. ex Willd.) Seigler & Ebinger mô tả khoa học đầu tiên năm 2005.